# Morgarten (groupe)
Morgarten est un groupe suisse de folk-black metal fondé à Neuchâtel en 2005. Le groupe s'est produit dans de nombreux pays d’Europe aux côtés notamment de Finntroll, Wind Rose et Slechtvalk. 

## Biographie
Le nom du groupe vient de la légendaire bataille de Morgarten, qui eut lieu le 15 novembre 1315 au sud de Zurich. Là, quelques confédérés suisses repoussèrent le duc Léopold Ier d'Autriche, seigneur de Habsbourg. Les thèmes de leurs chansons sont principalement tirés de l'Histoire suisse et de l'heroic fantasy. Ils sortent leur premier album autoproduit, Risen to Fight, en 2015. Leur deuxième album, Cry of the Lost, sorti en 2021, est quant à lui distribué par Inner Wound Recordings. Il est librement inspiré par l'histoire d'Arnold von Winkelried. Le clip To Victory a été en partie tourné dans le Château de Grandson, un lieu clef de l'histoire suisse.
Le claviériste du groupe, Maël Porret, est également champion suisse de parapente acrobatique solo.

## Membres
- Pierric Weber : Chant et Guitare
- Ilann Porret : Guitare et Chant
- Cédric Volet : Basse et Backing vocals
- Maël Porret : Clavier
- Joël Volet : Batterie

## Vidéographie

### Clips
- Wind from the Forest
- To Victory[6]

### Lyrics videos
- Tales of My Lands
- The Last Breath